# Loa Olafsson
Loa Olafsson McNeese (født 29. januar 1958, pigenavn: Loa Olafsson) er en tidligere dansk langdistanceløber , som løb for Københavns IF. Hun havde islandsk pas, men har dog altid kun repræsenteret Danmark. Hun var et af de største kvindelige talenter i dansk langdistanceløb nogensinde.
I 1976, 1977 og 1978 vandt Loa Olafsson, motionsløbet Eremitageløbet nord for København.
Loa Olafsson satte 6. april 1978 uofficiel verdensrekord på 10.000 m med tiden 31,45,4 og 30. maj samme år satte hun uofficiel VR på 5.000 m med 15,08,8. Hun satte også uofficielle verdensrekorder på 10 km landevej i 1977 og 1978, og ønskede i 1980 at forsøge sig på maratondistancen. I et løb den 3. februar i Auckland på New Zealand var hun med, bl.a. sammen med den senere VR-indehaver og OL-vinder Joan Benoit. Undervejs til en tid i verdensklasse (mellemtiderne ved 5 og 10 km var 17,01 og 34,48) tvang en fodskade den da 22-årige KIFer til at opgive løbet efter 25 km og hun aldrig kom mere tilbage i verdenseliten. Loa Olafsson blev trænet af den legendariske løbetræner Arthur Lydiard. I dag står flere af Loa Olafsson's bedste tider stadigvæk som danske rekorder.
Efter karrierestoppet indledte Loa Olafsson en international karriere i erhvervslivet. Hun blev gift 1998 og fik børn, og slog sig ned i Houston i Texas, som direktør i eget firma.

## Personlige rekorder
- 400 meter: 58,0 1973
- 800 meter: 2.05.9 1974
- 1000 meter: 2.47.5 1974
- 1500 meter: 4:10.7 17. juni 1978 (Dansk U23 rekord)
- 1 mile: 4:30.2 København 25. maj 1978 (Dansk rekord)
- 3000 meter: 8:42.3 Oslo 27. juni 1978 (Dansk rekord)
- 5.000 meter 15:08.8 Rundforbi 30. maj 1978 (Dansk rekord indtil 14. juli 2019 [1])
- 10.000 meter: 31:45.4 København 6.april 1978 (Dansk rekord)
- 10 km landevej: 32.33 1978

## Internationale mesterskaber
- 1978 VM 6km cross nr. 32
- 1978 EM 3000m nr. 16 (9:12.0)
- 1974 EM 1500m (4:28.0)
- 1975 JEM 1500m  Sølv (4:19,6)
- 1973 JEM 1500m nr. 7 (4:19,90)

## Danske mesterskaber
- Guld 1978 1500 meter 1 4:21.03
- Guld 1978 3000 meter 9:12.1
- Guld 1978 10km 33.02
- Guld 1978 4km cross 12.44
- Guld 1977 800 meter 2:06.8
- Guld 1977 1500 meter 4:13.9
- Guld 1977 3000 meter 9:32.4
- Guld 1977 10km 33.56
- Guld 1977 4km cross 16.02
- Guld 1976 4km cross 14.25
- Guld 1975 800 meter 2:07.79
- Guld 1975 1500 meter 4:22.0
- Guld 1975 4km cross 14.36
- Guld 1974 800 meter 2:08.8
- Guld 1974 1500 meter 4:22.7
- Guld 1974 4km cross 15.34
- Guld 1973 1500 meter 4:26.8
- Guld 1973 4km cross 15.03
- Sølv 1973 800 meter 2:09.9